# Aureilhan, Landes
Aureilhan är en kommun i departementet Landes i regionen Nouvelle-Aquitaine i sydvästra Frankrike. Kommunen ligger i kantonen Mimizan som tillhör arrondissementet Mont-de-Marsan. År 2022 hade Aureilhan 1 117 invånare.

## Befolkningsutveckling
Antalet invånare i kommunen Aureilhan
Referens:INSEE